# یونکی
یونکی، روستایی در دهستان فلارد بخش مرکزی شهرستان فلارد در استان چهارمحال و بختیاری ایران است.

## مردم
مردم این روستا لر بختیاری هستند و با زبان لری بختیاری سخن می گویند.

## جمعیت
بر پایه سرشماری عمومی نفوس و مسکن در سال ۱۳۹۵، جمعیت این روستا برابر با ۱٬۶۴۹ نفر (۴۰۴ خانوار) بوده‌است.